# Hạm đội Nam Hải
Hải quân Chiến khu miền Nam Quân Giải phóng Nhân dân Trung Quốc là một hạm đội của Cộng hòa Nhân dân Trung Hoa được thành lập lần đầu cuối năm 1949. Kỳ hạm của hạm đội này là AOR/AK Nam Xương (Nanchang) (953).
Ban đầu, lực lượng của hạm đội này chủ yếu là các tàu chiến và quân nhân của Quốc Dân Đảng Trung Quốc đã bị Quân giải phóng nhân dân Trung Quốc chiếm được. Là một trong 3 hạm đội của Hải quân Quân giải phóng Nhân dân Trung Quốc, hạm đội này có nhiệm vụ bảo vệ thành phố Quảng Châu và khu vực Châu Giang và hỗ trợ Quân giải phóng chiếm các đảo thuộc quyền kiểm soát của Quốc Dân Đảng. Quá trình phát triển của hạm đội này tiến triển chậm chạp do phần lớn ngành đóng tàu của Trung Quốc nằm ở bờ biển phía bắc hoặc phía đông. Thập niên 1970, hạm đội này trải qua thời kỳ phát triển lớn do xung đột tại quần đảo Hoàng Sa và các vùng bãi đá san hô khác ở Biển Đông. Năm 1974, hạm đội này đã tham gia chiến đấu với quân lực Việt Nam Cộng hòa trong hải chiến Hoàng Sa, 1974. Lần thứ hai là vào năm 1988, hạm đội này đã giành được quyền kiểm soát một số đảo trong khu vực quần đảo Trường Sa.
Phần lớn các tàu nổi của hạm đội này đóng ở căn cứ hải quân Trạm Giang, còn các tàu ngầm đóng ở căn cứ tàu ngầm Hải Nam. Ngoài ra, các tàu thuộc hạm đội này còn đóng ở Quảng Châu, Hải Khẩu, Sán Đầu, Mã Vĩ và Bắc Hải, còn các căn cứ không quân của hải quân nằm ở Lăng Thủy, Hải Khẩu, Tam Á, Trạm Giang, và Quế Bình. Lực lượng hạm đội này được chia làm 6 khu tác chiến, phòng thủ, với căn cứ tại Trạm Giang, Bắc Hải, Quận Hoàng Phố ở Quảng Châu, Sán Đầu, Hải Khẩu và Hoàng Sa.

## Các căn cứ hải quân chính của hạm đội
Ban đầu tổng hành dinh của hạm đội này được đóng ở Quảng Châu nhưng sau đó đã được chuyển đến Trạm Giang.
- Du Lâm, đảo Hải Nam
- Quảng Châu
- Hải Khẩu
- Sán Đầu
- Mã Vĩ
- Bắc Hải
- Ngang Thuyền Châu, Hồng Kông - Quân đồn trú Quân giải phóng nhân dân Trung Quốc tại Hồng Kông

Các căn cứ không quân của hạm đội:
- Lăng Thủy
- Hải Khẩu
- Tam Á
- Trạm Giang
- Quế Bình

## Các tàu trong hạm đội
Khu trục hạm:

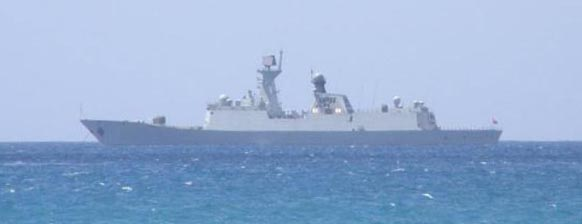
Hạm đội đang thao diễn ở Biển Đông

- 2 Tàu khu trục lớp "Lư Dương" Luyang II DDG:
  - Lan Châu (Lanzhou) (170)
  - Hải Khẩu (Haikou) (171)
- 2 Tàu khu trục lớp Luyang:
  - Quảng Châu (Guangzhou) (168)
  - Vũ Hán (Wuhan) (169)
- 1 Tàu khu trục lớp Luhai:
  - Thẩm Quyến (Shenzhen) (167)
- 6 Tàu khu trục lớp Luda:
  - Trường Sa (Changsha) (161)
  - Nam Ninh (Nanning) (162)
  - Nam Xương (Nanchang) (163)
  - Quế Lâm (Guilin) (164)
  - Trạm Giang (Zhanjiang) (165)
  - Chu Hải (Zhuhai) (166)

Frigate:
- 4 Jiangwei Class:
  - Yichang (564)
  - Yulin (565)
  - Yuxi (566)
  - Xiangfan (567)
- 6 Giang hộ V-Class:
  - Beihai (558)
  - Kangding (559)
  - Dongguan (560)
  - Shantou (561)
  - Jiangmen (562)
  - Foshan (563)
- 4 Giang hộ II-Class:
  - Shaoguan (553)
  - Anshun (554)
  - Zhaotong (555)
  - Jishou (557)

Diesel-Electric submarines:
- 8 Ming-Class

Landing ships: 
- 11 Yuting-Class LST: 
  - 991
  - 934
  - 935
  - 936
  - 937
  - 938
  - 939
  - 940
  - 908
  - 909
  - 910
- 4 Qiongsha-Class troop transport ships:
  - NY830
  - NY831
  - NY832
  - NY833
  - NY834
  - NY835
- 1 hospital ship
- 4 Yudao-Class LSMs

## Lãnh đạo hiện nay
- Tư lệnh: Phó đô đốc Vương Hải — Ủy viên dự khuyết Ủy ban Trung ương Đảng Cộng sản Trung Quốc khóa XIX
- Chính ủy: Phó đô đốc Lưu Minh Lợi

## Lãnh đạo qua các thời kỳ
| Tư lệnh Giang phòng Quân khu Quảng Đông 1. Hồng Học Trí（1950—1950） Tư lệnh Hải quân Quân khu Quảng Đông 1. Hồng Học Trí（5/7/1950—1950） Tư lệnh Hải quân Quân khu Trung Nam 1. Phương Cường（10/1950—2/1953） 2. Triệu Khải Dân（2/1953—8/1955） Tư lệnh Hạm đội Nam Hải Hải quân 1. Trung tướng Triệu Khải Dân（8/1955—12/1959） 2. Trung tướng Ngô Thụy Lâm（1/1960—8/1968） 3. Chu Nhân Kiệt（11/1968—3/1970） 4. Trương Nguyên Bồi（3/1970—8/1975） 5. Đàm Tri Canh（8/1975—11/1978） 6. Phó Kế Trạch（11/1978—3/1981） 7. Trương Triêu Trung（1982年1月—8/1985） 8. Trần Minh Sơn（8/1985—1/1988） 9. Phó đô đốc Cao Chấn Gia（1/1988—12/1993） 10. Chuẩn đô đốc Hà Lâm Trung（12/1993—11/1994） 11. Phó đô đốc Vương Vĩnh Quốc（11/1994—1/2002） 12. Phó đô đốc Ngô Thắng Lợi（1/2002—7/2004） 13. Phó đô đốc Cố Văn Căn（7/2004—12/2007） 14. Phó đô đốc Tô Sĩ Lượng（12/2007—12/2008） 15. Phó đô đốc Tô Chi Tiền（12/2008—12/2010） 16. Phó đô đốc Tưởng Vĩ Liệt（12/2010—12/2014，kiêm Phó Tư lệnh Quân khu Quảng Châu） 17. Phó đô đốc Thẩm Kim Long（12/2014—2016，kiêm Phó Tư lệnh Quân khu Quảng Châu） Tư lệnh Hải quân Chiến khu Nam bộ 1. Phó đô đốc Thẩm Kim Long（2016—1/2017） 2. Phó đô đốc Vương Hải (1/2017—） | Chính ủy Hải quân Quân khu Trung Nam 1. Phương Cường（10/1950—2/1953） 2. Triệu Khải Dân（2/1953—8/1955） Chính ủy Hạm đội Nam Hải Hải quân 1. Trung tướng Triệu Khải Dân（8/1955—12/1956） 2. Trung tướng Phương Chính Bình（12/1956—1/1968) 3. Đoàn Đức Chương（11/1968—8/1983） 4. Vương Hân（8/1983—8/1985） 5. Phó đô đốc Trương Hải Vân（8/1985—6/1990） 6. Chuẩn đô đốc Chu Khôn Nhân（6/1990—1/1993） 7. Phó đô đốc Khang Phú Tuyền（1/1993—11/1996） 8. Phó đô đốc Triệu Anh Phúc（11/1996—7/2001） 9. Phó đô đốc Ổ Hoa Dương（7/2001—6/2003） 10. Phó đô đốc Đồng Thế Bình（6/2003—12/2004） 11. Chuẩn đô đốc Từ Nhất Thiên（12/2004—12/2005） 12. Phó đô đốc Hoàng Gia Tường（12/2005—7/2012，kiêm Phó Chính ủy Quân khu Quảng Châu） 13. Phó đô đốc Vương Đăng Bình（7/2012—12/2014，kiêm Phó Chính ủy Quân khu Quảng Châu） 14. Phó đô đốc Lưu Minh Lợi（12/2014—2016，kiêm Phó Chính ủy Quân khu Quảng Châu） Chính ủy Hải quân Chiến khu Nam bộ 1. Phó đô đốc Lưu Minh Lợi（2016—） |

## Lực lượng tác chiến
- Soái hạmtuần dương hạm AOR/AK 953 Nam Xương (南昌, Nanchang) trọng tải 23.000 tấn.
- Đơn vị 91526, gồm
+ Các khu trục hạm: 161 Trường Sa (Changsha) - loại 051, lớp Lữ Đại (Luda); 163 Nam Xương (Nanchang) - loại 051D, lớp Lữ Đại; 164 Quế Lâm (Guilin) - loại 051D, lớp Lữ Đại; 166 Chu Hải (Zhuhai) - loại 051, lớp Lữ Đại-II; 167 Thâm Quyến (Shenzen) - loại 051B, lớp Lữ Hải (Luhai);...
+ Các hộ tống hạm: 558 Tư Cống (Zigong) - loại 053H, lớp Giang Hồ-I (Jianghu-I); 564 Nghi Xương (Yichang) - loại 053H3, lớp Giang Vệ-II (Jiangwei-II);...
- Đơn vị tàu ngầm 32 xung kích (căn cứ Du Lâm), gồm06 tàu lớp Minh ES5F (Ming) (số hiệu: 305, 306, 307, 308, 309, 310); 10 tàu lớp Romeo - Pr033; trên 04 tàu lớp Tống (Song) loại 039G hoặc 039G1 thay thế cho các tàu lớp Romeo); 01 tàu lớp Kilo;...
- Đơn vị tàu ngầm số 1Trang bị loại 092 và loại 094 SSBN;...
- Đơn vị 91458, căn cứ Du LâmHộ tống hạm 552 Yibin - loại 053H3, lớp Giang Vệ-II (Jiangwei-II);...
- Các khu trục hạm, hộ tống hạm khác - chưa rõ thuộc đơn vị nào
+ Khu trục hạm: 139 Ninh Ba (Ningbo) - loại 956M, lớp Sovremenny; 162 Nam Ninh (Nanning) - loại 051GII, lớp Lữ Đại; 165 Trạm Giang (Zhanjiang) - loại 051G, lớp Lữ Đại-II; 168 Quảng Châu (Guangzhou) - loại 052B, lớp Quảng Châu (Guangzhou); 169 Vũ Hán (Wuhan) - loại 052B lớp Quảng Châu; 170 Lan Châu (Lanzhou) - loại 052C, lớp Lữ Dương-II (Luyang-II); 171 Hải Khẩu (Haikou) - loại 052C, lớp Luyang-II;...
+ Hộ tống hạm: 509 Trường Đức (Changde) - loại 053H, lớp Giang Hồ-I (Jianghu-I); 551 Mao Minh (Maoming) - loại 053H, lớp Jianghu- I; 553 Shaoguan - loại 053H, lớp Jianghu-I; 554 Ân Thuận (Anshun) - loại 053H, lớp Jianghu-I; 555 Chiêu Đồng (Zhaotong) - loại 053H, lớp Jianghu-I; 557 Kế Thủ (Jishou) - loại 053H, lớp Jianghu-I; 559 Bắc Hải (Beihai) - loại 053H, lớp Jianghu-I; 560 Đông Quan (Dongguan) - loại 053H, lớp Jianghu I; 561 Sán Đầu (Shantou) - loại 053H, lớp Jianghu-I; 562 Giang Môn (Jiangmen) - loại 053H, lớp Jianghu-I; 563 Phật Sơn (Foshan) - loại 053H, lớp Jianghu-I; 564 Yichang; 565 Du Lâm (Yulin) - loại 053H3, lớp Giang Vệ-II (Jiangwei-II); 566 Vũ Tây (Yuxi) - loại 053H3, lớp Jiangwei-II; 567 Hương Phiên (Xiangfan) - loại 053H3, lớp Jiangwei-II;...
- Tàu đổ bộ10 tàu LST - loại 072II lớp Yuting; 07 tàu LST - loại 072 lớp Yukan; 04 tàu LSMs lớp Yudao;...
- Tàu vận tải, quân y04 tàu vận tải, tiếp liệu lớp Hùng Sa (Qiongsha), 01 tàu cứu thương: AO 885, 886 - Qiando Hu, AOR 887 - Weishan Hu, 973,...
- Các đơn vị không quân thuộc Hạm đội Nam Hảicác căn cứ: Foluo, Quế Bình (Guiping), Hải Khẩu (Haikou), Linh Linh (Lingling), Linh Thủy (Lingshui), Jialaishi, Tam Á (Sanya).
+ Trung đoàn 8 - Sư đoàn 3 (căn cứ Trạm Giang): trang bị loại H-6D, H-6U, J-10, JH-7, J-11, Su-27/30;
+ Sư đoàn 8 (căn cứ Hải Khẩu): Trung đoàn 22 (căn cứ Hải Khẩu) - trang bị loại J-7; trung đoàn 24 (căn cứ Gia Lại Thức (Jialaishi)) - trang bị loại J-7II;...
+ Sư đoàn 9 (căn cứ Linh Thủy (Lingshui)): trung đoàn 25 - trang bị loại J-8B (J-8II), J-8D (J-8IV); trung đoàn 27 (căn cứ Lạc Đông (Ledong))- trang bị loại JH-7A;...
+ Trung đoàn 5 - sư đoàn 2 (căn cứ Lôi Dương (Leiyang)): trang bị loại HZ-5;...
+ Trung đoàn máy bay vận tải (căn cứ Hải Khẩu);
+ Các đơn vị trực thăng Z-8, Z-9 tại Hải Khẩu.
- Các đơn vị lính thủyLữ đoàn 1; lữ đoàn 164. Mỗi lữ gồm: 03 trung đoàn bộ binh cơ giới, 01 trung đoàn pháo, 01 trung đoàn tăng - thiết giáp đổ bộ, và các đơn vị đặc biệt, công binh, phòng hóa, thông tin,...
- 01 tiểu đoàn tên lửa đối hải
- 01 trung đoàn phòng không
- 01 lữ radar